# Hoplopleura inagakii
Hoplopleura inagakii är en insektsart som beskrevs av Ono och Hasegawa 1955. Hoplopleura inagakii ingår i släktet Hoplopleura och familjen gnagarlöss. Inga underarter finns listade i Catalogue of Life.